# Intavolatura

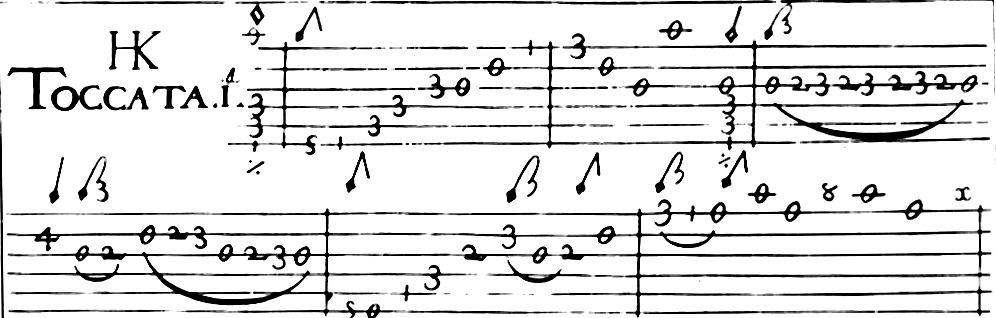
Prime battute dell'intavolatura della Toccata Prima dal Libro primo d'intavolatura di chitarone di Kapsberger (le lettere HK stanno per Hieronymus Kapsberger)

Un'intavolatura è un metodo alternativo al pentagramma per scrivere la musica. Anche se non è il termine italiano corretto, spesso si utilizza la dicitura tablatura o tabulatura (dal lat. tabula, "tavola"). È un sistema di notazione musicale adatto per gli strumenti a corda ed è diffusamente utilizzato nella musica popolare odierna per chitarra e basso.
L'intavolatura era un sistema per scrivere la musica molto usato per gli strumenti polifonici a pizzico e a tastiera dei secoli XVI e XVII; questo sistema, anziché indicare l'altezza del suono, illustrava la posizione delle dita del suonatore sulla tastiera.
Un'intavolatura si compone di un certo numero di linee orizzontali ognuna rappresentante una delle corde dello strumento, quindi 6 per una chitarra moderna e da 4 a 6 per un basso moderno. Da sinistra a destra è rappresentato il tempo, ogni rigo rappresenta una corda, i numeri scritti sopra ogni riga rappresentano il tasto da premere sul manico dello strumento.
L'intavolatura indica solo la successione di corde da premere, ma non ha modo di rappresentare la durata di queste note senza usare riferimenti esterni. Inoltre, rappresentando direttamente le corde e i tasti da premere, invece delle note come sul pentagramma, è necessario scrivere in modo esplicito a quale strumento ci si riferisce perché ognuno di essi può avere una disposizione diversa delle corde.

## Storia

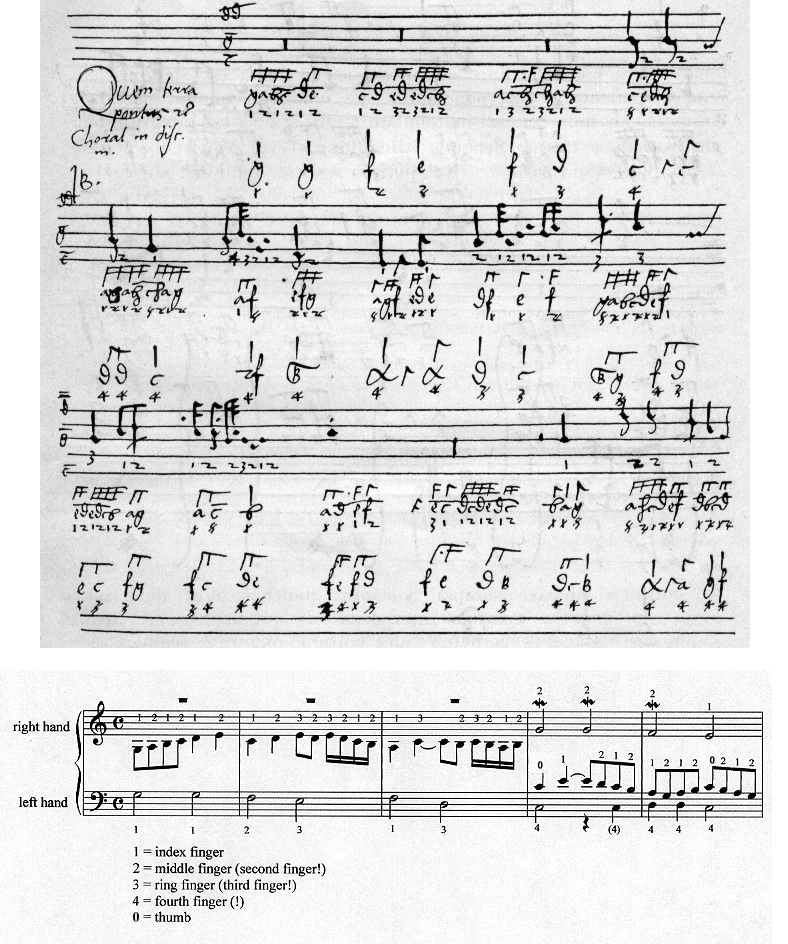
Intavolatura per organo tedesca (1525) e sua trascrizione in notazione moderna

Queste notazioni si differenziano da quella vocale polifonica perché, invece di rappresentare l'altezza relativa delle note, ne rappresenta solo la posizione delle mani sullo strumento. Spesso i brani hanno origine vocale e le composizioni servono solamente per accompagnamento del cantus; successivamente si pubblicano riduzioni per strumento, per esempio liuto o a tastiera, di detti brani polifonici. Successivamente, con la graduale e lenta emancipazione di questi strumenti, appaiono le prime raccolte di pezzi completamente dedicati a questi strumenti, cercando di valorizzare le loro caratteristiche musicali e discostandosi dalla pratica vocale. Questi sono:
- Musica instrumentalis deudsch di Martin Agricola
- la Fontegara la quale insegna a sonare di flauto e la Regola rubentina [...] che insegna sonar de viola l'archo tastada di Silvestro Ganassi
- Trattado de glosas [...] en la musica de violones di Diego Ortiz
- il Fronimo [...] nel quale si contengono le ver, et necessarie regole del intavolare la musica nel liuto di Vincenzo Galilei
- Il transilvano dialogo sopra il vero modo di sonar organi, er istromenti da penna di Girolamo Diruta

La notazione varia da scuola a scuola, da strumento a strumento, da nazione a nazione. Questa è esprimibile in:
- numeri
- lettere
- numeri e lettere

In genere viene raffigurata la cordiera dello strumento.

### Intavolature per organo
Compaiono esempi di intavolature per organo:
- Codice di Faenza: in questo sono presenti intavolature per organo d'autore e del redattore padre Bonadies. È una raccolta di testi laici e liturgici.
- Fundamentum Organisandi: è di Conrad Paumann, è un trattato sulla musica per organo in stile di composizione

### Intavolature per liuto
Le prime intavolature pervenuteci hanno come strumento di riferimento il liuto. Le sei righe corrispondenti ai sei cori (corde doppie) del liuto formano la cosiddetta "portata". Un'effettiva equipartizione tra musica strumentale e vocale si avrà solo nell'800: ora si trascrivono esclusivamente pagine vocali per strumenti. Si hanno quattro famiglie principali per le intavolature per liuto:
- Italiana: è speculare e ha cifre.
- Spagnola: è analoga a quella italiana, la sola differenza la si incontra nell'opera di Luis de Milán che pone la riga della portata relativa al "canto" in alto invece che in basso.
- Francese: usa le lettere e non è speculare come quella italiana bensì inversa.
- Tedesca: non vengono usate le righe, ma lettere e cifre come per l'organo.

I valori di durata erano in genere espressi con gambi verticali.
Il nome delle corde del liuto a 6 ordini sono: Canto, Sottana, Mezzana, Tenore, Bordone, Basso

### Intavolature per clavicembalo
Esempio di intavolature per clavicembalo si ha nel libro "Intavolatura de cimbalo" (Napoli 1576, stampato da Antonio Valente): si nota una notazione numerica con i numeri da 1 a 27 per indicare i soli tasti bianchi; si rifà a quello dello spagnolo Juan Bermudo (1510-15+6) nel Libro IV della "Declaracion de instrumentos musicales".

## Segni base

### Esempio: Un arpeggio in Do su una chitarra
```
e ---------------------||
B --1--------1---------||
G --------0-----0------||
D -----2-----------2---||
A --3------------------||
E ---------------------||
```

A sinistra vengono segnalati i valori delle note prodotti dalle corde suonate "a vuoto", cioè senza pigiare nessun tasto. Questo determina l'accordatura e indirettamente il tipo di strumento cui la tablatura è riferita. Le note sono scritte per brevità secondo la notazione letterale.
La traduzione in linguaggio naturale di quanto scritto in questa intavolatura, riportato a mo' d'esempio per capire quanto questa sia sintetica e precisa dal punto di vista della pura esecuzione potrebbe essere:
Si premano contemporaneamente la quinta corda al terzo tasto, la quarta al secondo e la seconda al primo (ovvero si esegua l'accordo di Do maggiore); dopo di che si pizzichino contemporaneamente la quinta e la seconda corda, poi in successione la quarta, la terza, la seconda, la terza e, infine, la quarta.
```
    Q  Q  Q  Q  Q  Q
e ---------------------||
B --1--------1---------||
G --------0-----0------||
D -----2-----------2---||
A --3------------------||
E ---------------------||
    1  2     1
   3              2
```

Ulteriori informazioni possono essere aggiunte all'intavolatura. Molto raramente nella parte sottostante viene riportata anche l'esatta diteggiatura e un poco più spesso soprattutto nelle intavolature per basso, vengono anche riportate le durate delle note.
L'esempio così precisato diventa una battuta in tre quarti su un Do maggiore.

## Segni ulteriori: legati, bending, pull-off, hammer-on

### Esempio: sweep su una pentatonica in mi-minore
```
e ---------------7h12p7--------||
B ------------10-------10------||
G ----------7------------7-----||
D --------9---------------9----||
A ------7------------------7---||
E -0/12------------------------||
```

il segno h indica un hammer-on, che si esegue suonando un tasto di una corda e ponendo un altro dito su un altro tasto della stessa corda, senza suonare la corda ulteriormente. Nell'esempio sopra riportato ---7h12--- si suona il tasto settimo e si pone un altro dito sul tasto dodici senza colpire la corda una seconda volta, ma prima che la corda smetta di vibrare.